# 朝鮮総連関連施設地方税減免措置問題
朝鮮総連関連施設地方税減免措置問題（ちょうせんそうれんかんれんしせつちほうぜいげんめんそちもんだい）とは、在日本朝鮮人総聯合会（朝鮮総連）関連施設の租税減免問題である。

## 概要
地方公共団体は、朝鮮総連関連施設について地方税の減免措置を取っている例がある。地方税法に基づく各地方自治体の条例が根拠とし、朝鮮総連関連施設についてパスポート発給などを行う「準外交機関的施設」や集会所の役割を果たすなどの「公民館類似施設」に当たるとして、固定資産税や都市計画税について減免措置を取っていた。
東京都知事だった美濃部亮吉の1972年（昭和47年）度以降、東京都は「外交関係に関するウィーン条約」23条などの趣旨に基き、朝鮮総聯を在外公館に準ずるものとして朝鮮中央会館とその敷地については固定資産税・都市計画税を免税する扱いとしていた。その東京都の措置以降、全国の自治体に広がったとみられる。
2002年（平成14年）9月の小泉純一郎首相（当時）訪朝で北朝鮮が日本人拉致事件への関与を認めたことを境に、国内の朝鮮総連関連施設への優遇措置が見直されるようになった。2006年（平成18年）には、拉致問題を解決するための圧力として、日本国政府と与党自民党が、総務省や各地方自治体に対して、朝鮮総連への課税を要求する文書を送る方針を固めたことが報道された。 
2003年（平成15年）、東京都は朝鮮総連の関連施設について「所有者の大半が関連企業（朝鮮総連が法人ではないため）であったり、外交とは無関係なものがある」などとして方針を変更、これらの一部について固定資産税を課すこととした。他の自治体にもこれに追随して固定資産税の減免を解除する動きがあったが、この時点では従来通り減免措置を継続する自治体が多かった。
こうした措置に対して、朝鮮総連や北野弘久など一部の法学者は反発し、行政訴訟や民事訴訟で争われた。東京都にある朝鮮総連中央本部の不動産への固定資産税などの課税処分をめぐり、登記上の不動産所有者である合資会社「朝鮮中央会館管理会」が、東京都知事石原慎太郎に課税処分取り消しを求めた民事訴訟では、一審・二審とも請求を棄却。2009年8月12日、最高裁も上告を退け、朝鮮総連側の敗訴が確定した。
この固定資産税などの減免措置を巡っては、「北朝鮮に拉致された日本人を救出する熊本の会」会長が熊本市長幸山政史を相手取り、1971年5月に建てられた朝鮮総連施設である熊本朝鮮会館への課税減免措置の無効確認を求めた訴訟を起こした。2005年（平成17年）4月21日熊本地裁（永松健幹裁判長）は「公益性を備えた公民館類似施設と評価でき、減免に違法性はない」熊本市の主張をほぼ全面的に認め原告の訴えを退けた。
これを不服として原告側は控訴し、2006年（平成18年）2月2日に福岡高裁（中山弘幸裁判長）が、「朝鮮総連の活動に公益性はなく税の減免措置は違法である」とする判決を出した。熊本市長はこれを不服として上告したが、2007年（平成19年）11月30日最高裁第二小法廷（中川了滋裁判長）は熊本市長の上告を棄却し、減免措置は違法とした福岡高裁判決が確定判決となった。この最高裁判決の判例により、朝鮮総連施設に対する税減免措置の見直しは急速に進んだ。
2014年（平成26年）12月16日には、大阪市による市内の朝鮮会館などの20施設の固定資産税の減免措置についても、最高裁第三小法廷が「該当施設は特定団体の構成員しか使えず公民館的施設に当たらない」として、税減免が違法であるとの判決を下した。
そして2015年（平成27年）度、初めて朝鮮総連関連施設に対する固定資産税の減免措置が行われている地方自治体がひとつもなくなり全て通常課税となった。

## 各自治体における課税状況の推移
2005年（平成17年）度から総務省が各地方自治体における朝鮮総連関連施設に対する固定資産税の課税状況の実態調査を行っている。以下に2015年（平成27年）8月時点での、2014年（平成26年）度までの確定値と2015年度の速報値を記す。
| 年度                 | 施設がある自治体 | 通常課税の自治体 | 一部減免の自治体 | 全額減免の自治体 | 回答拒否の自治体 |
| -------------------- | ---------------- | ---------------- | ---------------- | ---------------- | ---------------- |
| 平成17年（2005年）度 | 133              | 25               | 37               | 65               | 6                |
| 平成18年（2006年）度 | 133              | 38               | 49               | 43               | 3                |
| 平成19年（2007年）度 | 130              | 51               | 51               | 28               | 0                |
| 平成20年（2008年）度 | 129              | 86               | 38               | 5                | 0                |
| 平成21年（2009年）度 | 130              | 94               | 35               | 1                | 0                |
| 平成22年（2010年）度 | 129              | 94               | 35               | 0                | 0                |
| 平成23年（2011年）度 | 130              | 103              | 27               | 0                | 0                |
| 平成24年（2012年）度 | 130              | 109              | 21               | 0                | 0                |
| 平成25年（2013年）度 | 128              | 118              | 10               | 0                | 0                |
| 平成26年（2014年）度 | 124              | 118              | 6                | 0                | 0                |
| 平成27年（2015年）度 | 117              | 117              | 0                | 0                | 0                |